# Elecciones parlamentarias de Noruega de 1949
Las elecciones parlamentarias de Noruega fueron realizadas el 10 de octubre de 1949. El resultado fue la victoria del Partido Laborista quien obtuvo 85 de los 150 escaños del Storting.

## Resultados
| Partido                            | Votos     | %    | Escaños | +/–   |
| ---------------------------------- | --------- | ---- | ------- | ----- |
| Partido Laborista                  | 803 471   | 45.7 | 85      | +9    |
| Høyre                              | 279 790   | 15.9 | 23      | –2    |
| Venstre                            | 218 866   | 12.4 | 21      | +1    |
| Partido Demócrata Cristiano        | 147 068   | 8.4  | 9       | +1    |
| Partido Comunista                  | 107 722   | 5.8  | 0       | –11   |
| Partido Agrarista                  | 85 418    | 4.9  | 12      | +2    |
| Agraristas-Conservadores-Liberales | 45 311    | 2.6  | *       | –     |
| Agraristas-Conservadores           | 35 860    | 2.0  | **      | –     |
| Agraristas-Liberales               | 22 408    | 1.3  | ***     | –     |
| Partido Sociedad                   | 13 088    | 0.7  | 0       | Nuevo |
| Cristianos-Liberales               | 4334      | 0.2  | ****    | –     |
| Votos salvajes                     | 30        | 0.0  | –       | –     |
| Votos en blanco/nulos              | 12 531    | –    | –       | –     |
| Total                              | 1 770 897 | 100  | 150     | 0     |
| Participación electoral            | 2 159 065 | 82.0 | –       | –     |
| Fuente: Nohlen & Stöver            |           |      |         |       |

*La lista conjunta del Partido Agrarista, Høyre y el Venstre obtuvieron cuatro escaños, de los cuales dos quedaron en manos del Høyre y los dos restantes quedaron en posesión del Partido Agrarista.
**La lista conjunta del Partido Agrarista y el Høyre obtuvo tres escaños, donde todos fueron para el Partido Agrarista.
***La lista conjunta del Partido Agrarista y el Venstre obtuvo dos escaños, donde ambos partidos ganaron un escaño respectivamente.
*****La lista conjunta del Venstre y el Partido Demócrata Cristiano no obtuvo ningún escaño.